# Escala de Pauling

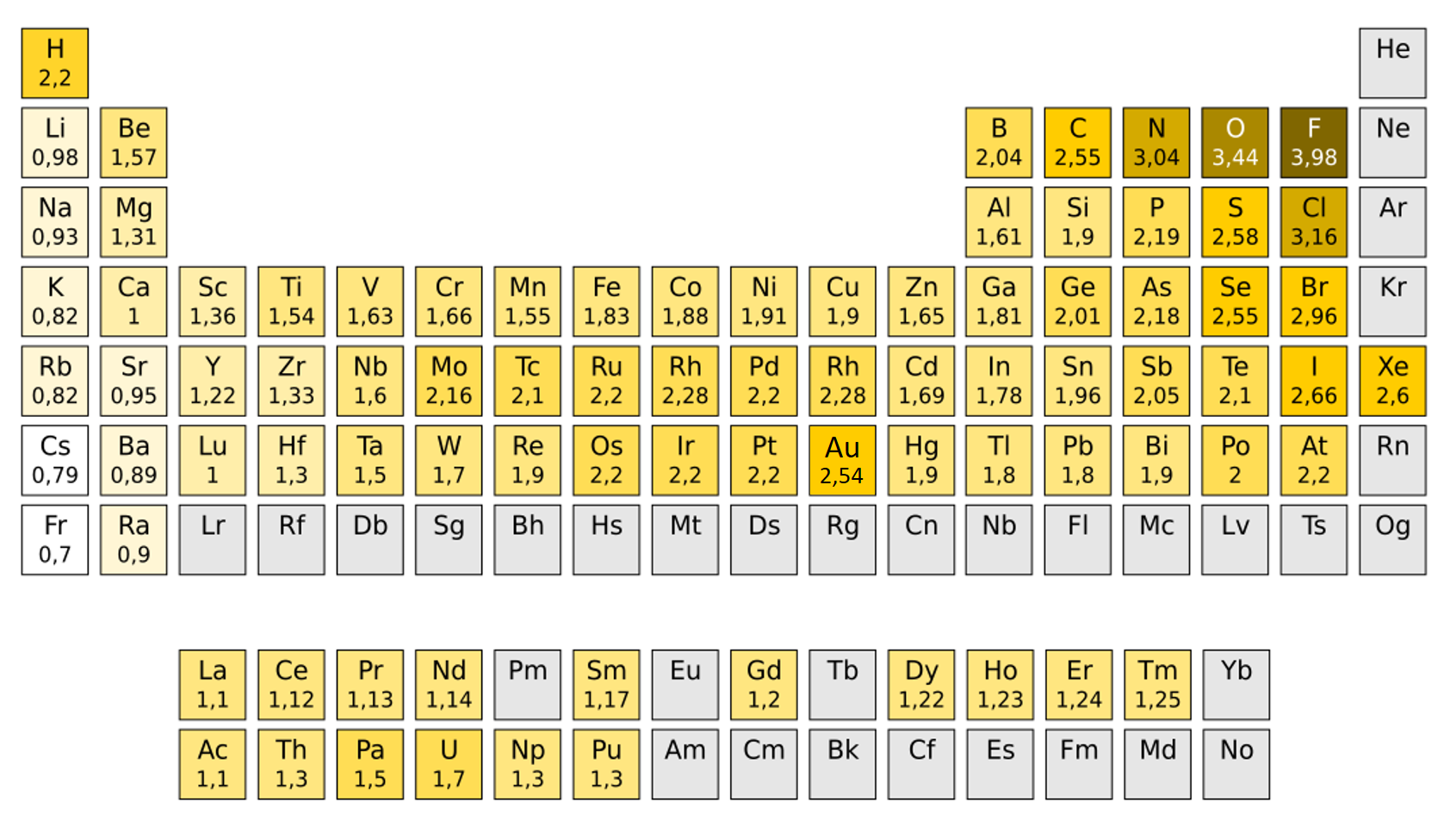
Electronegatividad según la escala de Pauling.

La escala de Pauling es una clasificación de la electronegatividad de los átomos. En ella el índice del elemento más electronegativo, el flúor, es 4.0. El valor correspondiente al menos electronegativo, el francio, es 0.7. A los demás átomos se le asignan valores intermedios,[cita requerida] tomando de referencia al valor del hidrógeno, que es definido como 2.2. 
Globalmente puede decirse que en la tabla periódica de los elementos la electronegatividad aumenta de izquierda a derecha y de abajo hacia arriba. De esta manera los elementos de fuerte electronegatividad están en la esquina superior derecha de la tabla, o sea, los más cercanos al flúor (F).
| {\displaystyle \longrightarrow } Radio atómico disminuye {\displaystyle \longrightarrow } Energía de ionización aumenta {\displaystyle \longrightarrow } Electronegatividad aumenta {\displaystyle \longrightarrow } | {\displaystyle \longrightarrow } Radio atómico disminuye {\displaystyle \longrightarrow } Energía de ionización aumenta {\displaystyle \longrightarrow } Electronegatividad aumenta {\displaystyle \longrightarrow } | {\displaystyle \longrightarrow } Radio atómico disminuye {\displaystyle \longrightarrow } Energía de ionización aumenta {\displaystyle \longrightarrow } Electronegatividad aumenta {\displaystyle \longrightarrow } | {\displaystyle \longrightarrow } Radio atómico disminuye {\displaystyle \longrightarrow } Energía de ionización aumenta {\displaystyle \longrightarrow } Electronegatividad aumenta {\displaystyle \longrightarrow } | {\displaystyle \longrightarrow } Radio atómico disminuye {\displaystyle \longrightarrow } Energía de ionización aumenta {\displaystyle \longrightarrow } Electronegatividad aumenta {\displaystyle \longrightarrow } | {\displaystyle \longrightarrow } Radio atómico disminuye {\displaystyle \longrightarrow } Energía de ionización aumenta {\displaystyle \longrightarrow } Electronegatividad aumenta {\displaystyle \longrightarrow } | {\displaystyle \longrightarrow } Radio atómico disminuye {\displaystyle \longrightarrow } Energía de ionización aumenta {\displaystyle \longrightarrow } Electronegatividad aumenta {\displaystyle \longrightarrow } | {\displaystyle \longrightarrow } Radio atómico disminuye {\displaystyle \longrightarrow } Energía de ionización aumenta {\displaystyle \longrightarrow } Electronegatividad aumenta {\displaystyle \longrightarrow } | {\displaystyle \longrightarrow } Radio atómico disminuye {\displaystyle \longrightarrow } Energía de ionización aumenta {\displaystyle \longrightarrow } Electronegatividad aumenta {\displaystyle \longrightarrow } | {\displaystyle \longrightarrow } Radio atómico disminuye {\displaystyle \longrightarrow } Energía de ionización aumenta {\displaystyle \longrightarrow } Electronegatividad aumenta {\displaystyle \longrightarrow } | {\displaystyle \longrightarrow } Radio atómico disminuye {\displaystyle \longrightarrow } Energía de ionización aumenta {\displaystyle \longrightarrow } Electronegatividad aumenta {\displaystyle \longrightarrow } | {\displaystyle \longrightarrow } Radio atómico disminuye {\displaystyle \longrightarrow } Energía de ionización aumenta {\displaystyle \longrightarrow } Electronegatividad aumenta {\displaystyle \longrightarrow } | {\displaystyle \longrightarrow } Radio atómico disminuye {\displaystyle \longrightarrow } Energía de ionización aumenta {\displaystyle \longrightarrow } Electronegatividad aumenta {\displaystyle \longrightarrow } | {\displaystyle \longrightarrow } Radio atómico disminuye {\displaystyle \longrightarrow } Energía de ionización aumenta {\displaystyle \longrightarrow } Electronegatividad aumenta {\displaystyle \longrightarrow } | {\displaystyle \longrightarrow } Radio atómico disminuye {\displaystyle \longrightarrow } Energía de ionización aumenta {\displaystyle \longrightarrow } Electronegatividad aumenta {\displaystyle \longrightarrow } | {\displaystyle \longrightarrow } Radio atómico disminuye {\displaystyle \longrightarrow } Energía de ionización aumenta {\displaystyle \longrightarrow } Electronegatividad aumenta {\displaystyle \longrightarrow } | {\displaystyle \longrightarrow } Radio atómico disminuye {\displaystyle \longrightarrow } Energía de ionización aumenta {\displaystyle \longrightarrow } Electronegatividad aumenta {\displaystyle \longrightarrow } | {\displaystyle \longrightarrow } Radio atómico disminuye {\displaystyle \longrightarrow } Energía de ionización aumenta {\displaystyle \longrightarrow } Electronegatividad aumenta {\displaystyle \longrightarrow } | {\displaystyle \longrightarrow } Radio atómico disminuye {\displaystyle \longrightarrow } Energía de ionización aumenta {\displaystyle \longrightarrow } Electronegatividad aumenta {\displaystyle \longrightarrow } | {\displaystyle \longrightarrow } Radio atómico disminuye {\displaystyle \longrightarrow } Energía de ionización aumenta {\displaystyle \longrightarrow } Electronegatividad aumenta {\displaystyle \longrightarrow } |
| --- | --- | --- | --- | --- | --- | --- | --- | --- | --- | --- | --- | --- | --- | --- | --- | --- | --- | --- | --- |
| Grupo | 1 | 2 | 3 | 4 | 5 | 6 | 7 | 8 | 9 | 10 | 11 | 12 | 13 | 14 | 15 | 16 | 17 | 18 | |
| Periodo | | | | | | | | | | | | | | | | | | | |
| 1 | H 2.2 | | | | | | | | | | | | | | | | | He | |
| 2 | Li 1.0 | Be 1.6 | | | | | | | | | | | B 2.0 | C 2.5 | N 3.0 | O 3.5 | F 4.0 | Ne | |
| 3 | Na 0.9 | Mg 1.2 | | | | | | | | | | | Al 1.5 | Si 1.8 | P 2.1 | S 2.5 | Cl 3.2 | Ar | |
| 4 | K 0.8 | Ca 1.0 | Sc 1.3 | Ti 1.5 | V 1.6 | Cr 1.6 | Mn 1.5 | Fe 1.8 | Co 1.9 | Ni 1.9 | Cu 1.9 | Zn 1.6 | Ga 1.6 | Ge 1.8 | As 2.0 | Se 2.4 | Br 2.8 | Kr | |
| 5 | Rb 0.8 | Sr 1.0 | Y 1.2 | Zr 1.4 | Nb 1.6 | Mo 1.8 | Tc 1.9 | Ru 2.2 | Rh 2.2 | Pd 2.2 | Ag 1.9 | Cd 1.7 | In 1.7 | Sn 1.8 | Sb 1.9 | Te 2.1 | I 2.5 | Xe | |
| 6 | Cs 0.7 | Ba 0.9 | La 1.1 | Hf 1.3 | Ta 1.5 | W 1.7 | Re 1.9 | Os 2.2 | Ir 2.2 | Pt 2.2 | Au 2.4 | Hg 1.9 | Tl 1.8 | Pb 1.9 | Bi 1.9 | Po 2.0 | At 2.2 | Rn | |
| 7 | Fr 0.7 | Ra 0.7 | Ac 1.1 | Rf | Db | Sg | Bh | Hs | Mt | Ds | Rg | Cn | Nh | Fl | Mc | Lv | Ts | Og | |
| | | | | | | | | | | | | | | | | | | | |

- Datos: Q1061374